# Ternstroemia pubescens
Ternstroemia pubescens är en tvåhjärtbladig växtart som beskrevs av Clarence Emmeren Kobuski. Ternstroemia pubescens ingår i släktet Ternstroemia och familjen Pentaphylacaceae. Inga underarter finns listade i Catalogue of Life.